# Mario Buonoconto
Mario Buonoconto (Napoli, 3 luglio 1940 – Napoli, 13 dicembre 2003) è stato un pittore e scenografo italiano.

## Biografia
Completa gli studi artistici presso l'Accademia di Belle Arti di Napoli e inizia fin da piccolo a partecipare alla vita artistica della sua città - scrivendo articoli e organizzando conferenze e corsi di storia dell'arte. 

### Pittura
Appartenente alla terza generazione di una famiglia di pittori, eredita la passione e la maestria del nonno Alberto e del padre Aldo. Dal 1960, ininterrottamente, tiene personali nelle maggiori città d'Italia e all'estero (Cadice, Pittsburgh e Lugano). Nel gennaio 1971 è membro fondatore del "Gruppo Enne 4" (insieme a Oscar Pelosi, Vincenzo Cerino e Salvatore Vitagliano) che opera nell'ambito della Galleria "La Tavolozza" che lui stesso dirige con O. Pelosi. Nel febbraio 1977 - insieme a Cerino e con D'Albenzio, Viviani e Vastare - fonda il gruppo Figurativa 5 e ne cura il manifesto.

### Restauro
È degna di nota anche la sua attività di restauratore. Suoi sono gli interventi di restauro nell'Arciconfranternita della SS. Trinità di Ercolano e nella chiesa del Carmine di Gragnano.
Nel 1991 esegue il Battesimo di Cristo per il fonte battesimale della chiesa parrocchiale di Cascano di Sessa Aurunca dove cura il restauro delle tele e degli affreschi.
Nel 1992 restaura la tela della Madonna del Rosario nella cappella di S. Felice di Sessa Aurunca e nel 1996 cura il restauro degli affreschi e della pala lignea della Cappella della Confessione nella chiesa dell'ex-convento di S.Francesco di Paola a Cimitile.

### Scenografia teatrale
Accanto all'attività di pittore e docente di storia dell'arte, va menzionata l'intensa attività in campo teatrale. Come scenografo e costumista, collabora dal 1962 con il Centro Studi Teatrali E. Zacconi diretto da Armando Adolgiso e poi con il Centro Teatro Dialogo di Portici/Resina diretto da Lucio Beffi.
Nel 1977 progetta ed esegue la SALA-TEATRO per il Teatro De' Rinnovati di via Cozzolino a Ercolano, curando anche le scene e i costumi dei due primi lavori.
Nel settembre 1978 coadiuva lo scenografo Giovanni Girosi nella realizzazione della Festa di Piedigrotta di Raffaele Viviani, con la regia di Roberto de Simone.
Nel 1996 cura l'ambientazione scenografica (elementi pittorici in diaproiezione) di tre spettacoli di Ruggero Cappuccio: Desideri Mortali, per la Cooperativa La Sfinge, al Teatro Valle di Roma; Nel tempo di un tango per "Benevento, città spettacolo"; Re Lear al Teatro Verdi di Salerno per la Cooperativa Teatro Segreto.

### Esoterismo
Tra i suoi interessi figuravano, oltre la storia dell'arte napoletana, le scienze ermetiche, il linguaggio esoterico e la storia delle religioni. La sua ricerca lo ha portato ad aderire a corporazioni iniziatiche in Italia e all'estero, attraverso le quali ha potuto arricchire la sua conoscenza dell'esoterismo partenopeo. Da questi studi sono nati importanti testi, sorta di vademecum per avvicinarsi al sostrato esoterico di Napoli.

## Opere
- Itinerario Sospeso - poesie - Flavio Pagano editore, Napoli 1993.
- Napoli esoterica, un itinerario nei "misteri" napoletani, Newton Compton, Roma 1996.
- Viaggio Fantastico alla luce del lume eterno, Le straordinarie invenzioni del principe di Sansevero, Alos, Napoli 2001.